# Joseph Drechsler

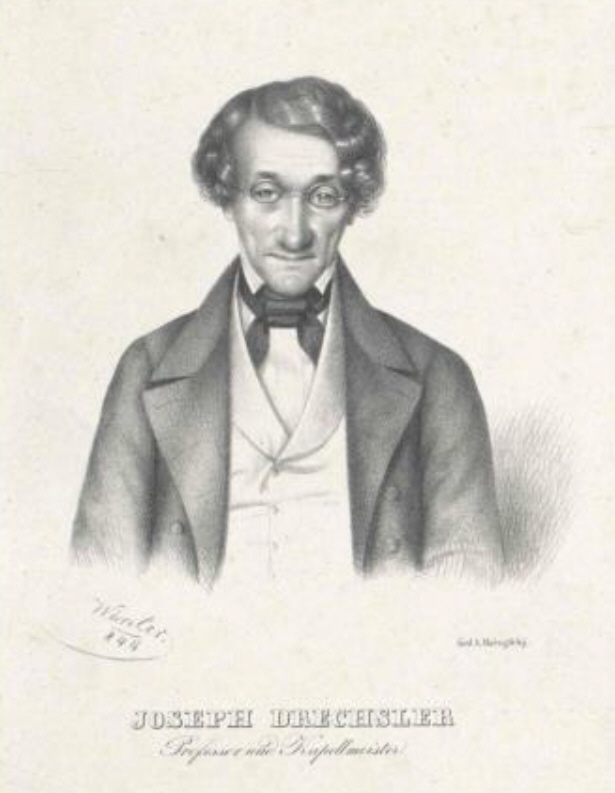
Joseph Drechsler (1844).

Joseph Drechsler, född  den 26 maj 1782 i Wällischbirken, död den 27 februari 1852 i Wien, var en böhmisk tonsättare.
Drechsler upptogs vid nio års ålder som korgosse bland franciskanmunkarna i Passau. Han studerade teologi i Prag och därefter juridik i Wien. Drechsler ägnade sig slutligen åt tonkonsten och blev organist samt kapellmästare vid Leopoldstädterteatern i Wien och harmoniprofessor vid Sankt Annaskolan, slutligen kapellmästare vid Stefansdomen. Han utgav en orgelskola och komponerade mässor, operor och kvartetter med mera.